# 大平町新
大平町新（おおひらまちあらい）は、栃木県栃木市の大字。郵便番号は329-4425。
　

## 地理
栃木市の中部、大平地域水代地区の北西部に位置している。東は大平町西野田、南は大平町西水代・岩舟町静戸、西は岩舟町静和、北は大平町富田・大平町真弓とそれぞれ接している。

## 歴史
- 1889年（明治22年）4月1日 - 町村制施行により、下都賀郡水代村の大字新となる。
- 1956年（昭和31年）9月30日 - 水代村が合併により大平村となり、大平村大字新となる。
- 1961年（昭和36年）11月3日 - 大平村が町制施行し大平町となり、大平町大字新となる。
- 2010年（平成22年）3月29日 - 大平町が合併により栃木市となり、栃木市大平町新となる。

## 世帯数と人口
2017年（平成29年）8月31日現在の世帯数と人口は以下の通りである。
| 大字     | 世帯数    | 人口    |
| -------- | --------- | ------- |
| 大平町新 | 1,666世帯 | 4,235人 |

## 施設
- 栃木市立大平中央小学校
- カンセキ大平店

## 道路
- 栃木県道252号蛭沼川連線
- 栃木県道311号小山大平線

## 小・中学校の学区
市立小・中学校に通う場合、学区は以下の通りとなる。
|      | 小学校               | 中学校               |
| ---- | -------------------- | -------------------- |
| 全域 | 栃木市立大平中央小学 | 栃木市立大平南中学校 |